# Борисовские Хутора
Борисовские Хутора — деревня в Кесовогорском районе Тверской области. Входит в состав Стрелихинского сельского поселения.

## География
Находится в юго-восточной части Тверской области на расстоянии приблизительно 21 км на юго-запад по прямой от районного центра поселка Кесова Гора.

## История
Деревня была показана ещё на карте 1978 года как поселок Красное Знамя с 10 дворами. 

## Население
Численность населения: 27 человек (русские 92 %) в 2002 году, 14 в 2010. 